# My World (album Raya Charlesa)
My World – album amerykańskiego muzyka Raya Charlesa, wydany w 1993 roku. Miał on nieco „unowocześnić” twórczość Charlesa, dlatego w piosenkach wyczuć można elementy hip-hopu oraz new jack swingu.

## Lista utworów
| 1.  | „My World” (Roy, Thiele, Valentin)          | 4:01  |
|     |                                             |       |
| 2.  | „A Song for You” (Russell)                  | 4:12  |
|     |                                             |       |
| 3.  | „None of Us Are Free” (Mann, Russell, Weil) | 4:59  |
|     |                                             |       |
| 4.  | „So Help Me God” (Friedman, Rich)           | 3:59  |
|     |                                             |       |
| 5.  | „Let Me Take Over” (Humes)                  | 5:25  |
|     |                                             |       |
| 6.  | „One Drop of Love” (Hirsch, Seeger)         | 4:22  |
|     |                                             |       |
| 7.  | „If I Could” (Hirsch, Miller, Sharron)      | 4:52  |
|     |                                             |       |
| 8.  | „Love Has a Mind of Its Own” (Scott, Snow)  | 4:06  |
|     |                                             |       |
| 9.  | „I’ll Be There” (Leeson, Vale)              | 3:47  |
|     |                                             |       |
| 10. | „Still Crazy After All These Years” (Simon) | 4:57  |
|     |                                             |       |
|     |                                             | 44:40 |
|     |                                             |       |